# Ambassade de France au Soudan du Sud
L'ambassade de France au Soudan du Sud est la représentation diplomatique de la République française auprès de la république du Soudan du Sud. Elle est située à Djouba, la capitale du pays, et son ambassadeur est, depuis 2022, Christian Bader. 

## Ambassade
L'ambassade est située sur le campus de l'Union européenne, à Djouba. Elle accueille aussi une section consulaire.

## Ambassadeurs de France au Soudan du Sud
| De   | À    | Ambassadeur      |
| ---- | ---- | ---------------- |
| 2011 | 2015 | Christian Bader, |
| 2015 | 2019 | Jean-Yves Roux   |
| 2019 | 2022 | Marc Trouyet     |
| 2022 | auj. | Christian Bader  |

## Relations diplomatiques
À la fin du XIXe siècle, le territoire correspondant à l'actuelle République du Soudan du Sud est parcourue par la Mission Marchand qui cherche à étendre l'influence française dans cette région clef située entre l'Afrique-Équatoriale française et la Côte française des Somalis. Ces projets sont contrecarrés par les ambitions britanniques qui souhaitent construire une ligne de chemin de fer reliant Le Cap au Caire et doivent pour cela contrôler l'ensemble des territoires situées entre l'Égypte et l'Afrique du Sud. Ces rivalités déclenchent alors la Crise de Fachoda entre ces deux puissances coloniales qui solde finalement par une victoire du Royaume-Uni qui l'intègre la région dans le Soudan anglo-égyptien.
L'histoire sud-soudanaise ultérieure n'en a pas moins croisé celle de la France, y compris, dans les périodes récentes, au travers d'ONG comme Médecins sans frontières (MSF).
Le 9 juillet 2011, lors de la proclamation d'indépendance du pays reconnue le jour-même par la France, le ministre français des Affaires étrangères Alain Juppé signe à Djouba avec son homologue sud-soudanais Deng Alor un échange de lettres établissant les relations diplomatiques. L'installation de la représentation diplomatique française, depuis le 13 octobre 2011 renoue les fils d'une longue histoire.
Le 7 mars 2012, le président du Soudan du Sud, Salva Kiir, nomme 78 ambassadeurs dans le monde. D'abord basée à Bruxelles, la représentation diplomatique du Soudan du Sud auprès de la France s'installe à Paris, rue François-1er, en avril 2013.

## Consulat

### Communauté française
Au 31 décembre 2016, 88 Français sont inscrits sur les registres consulaires au Soudan du Sud.
| 2011 | 2012 | 2013 | 2014 |
| ---- | ---- | ---- | ---- |
| 54   | 87   | 109  | 124  |

| 2015 | 2016 | - | - |
| ---- | ---- | - | - |
| 90   | 88   | - | - |

### Circonscriptions électorales
Depuis la loi du 22 juillet 2013 réformant la représentation des Français établis hors de France avec la mise en place de conseils consulaires au sein des missions diplomatiques, les ressortissants français d'une circonscription recouvrant l'Éthiopie, le Soudan et le Soudan du Sud élisent pour six ans un conseiller consulaire. Ce dernier a trois rôles : 
1. il est un élu de proximité pour les Français de l'étranger ;
2. il appartient à l'une des quinze circonscriptions qui élisent en leur sein les membres de l'Assemblée des Français de l'étranger ;
3. il intègre le collège électoral qui élit les sénateurs représentant les Français établis hors de France.

Pour l'élection à l'Assemblée des Français de l'étranger, le Soudan du Sud appartenait jusqu'en 2014 à la circonscription électorale du Caire, comprenant aussi l'Égypte et le Soudan, et désignant deux sièges. Le Soudan du Sud appartient désormais à la circonscription électorale « Afrique centrale, australe et orientale » dont le chef-lieu est Libreville et qui désigne cinq de ses 37 conseillers consulaires pour siéger parmi les 90 membres de l'Assemblée des Français de l'étranger.
Pour l'élection des députés des Français de l’étranger, le Soudan du Sud dépend de la 10e circonscription.